# تكشيرة سردونية

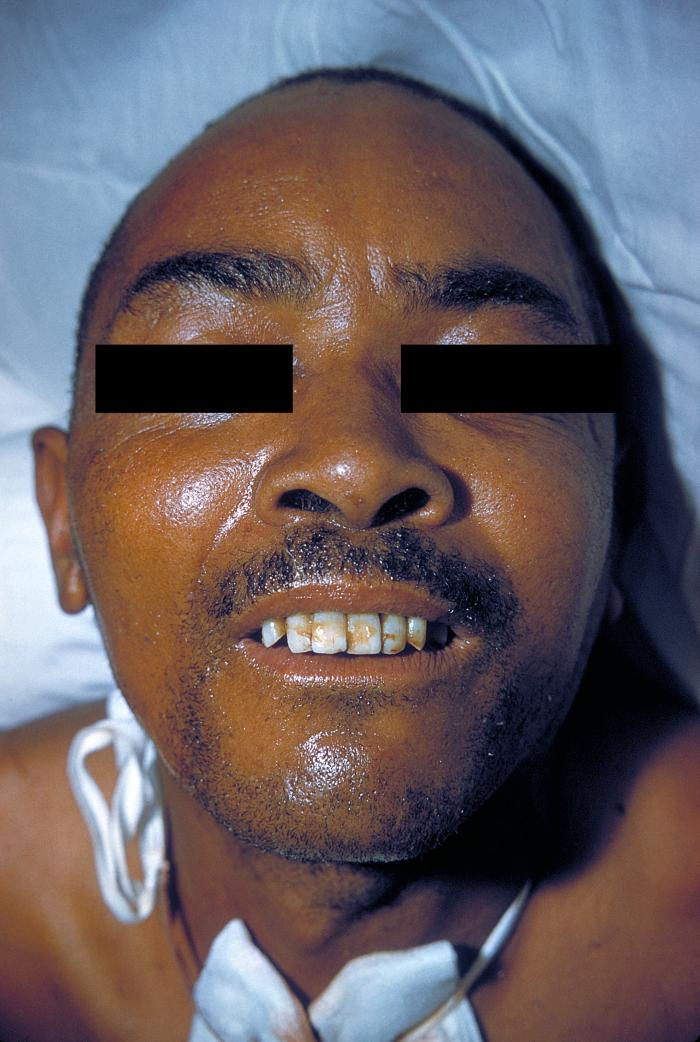
التكشيرة السردونية

التكشيرة السردونية أو الضَزَزٌ السَرْدوني أو الضِزَزُ الكَلْبِيّ (بالإنجليزية: Risus sardonicus)‏ هي تشنج شديد غير طبيعي مميز يحدث في عضلات الوجه بحيث يظهر التشنج في شكل ابتسامة (تكشيرة) عريضة.
اشتق اسم الحالة، والذي له جذوره في جزيرة سردينيا في البحر الأبيض المتوسط، من مظهر الحواجب المرتفعة و «الابتسامة» (التكشيرة) المفتوحة- التي يمكن أن تبدو للمراقب العادي على أنها ابتسامة ساخرة أو حاقدة - تظهر على أولئك الذين يعانون من هذه التشنجات العضلية.

## الأسباب
غالبا ما تُعتبر التكشيرة السردونية علامة على الكزاز. كما يمكن أيضًا أن تكون بسبب التسمم بالستريكنين أو مرض ويلسون.
في عام 2009 كتب العلماء في جامعة شرق بييمونتي في إيطاليا أنهم حددوا قطرة ماء الشوكران (بالإنجليزية: hemlock water dropwort)‏  باعتبارها النبات المسؤول تاريخياً عن حدوث التكشيرة السردونية. وهذا النبات هو المرشح الأكثر ترجيحًا لـ «العشب السردوني»، الذي كان عبارة عن نبات سم عصبي يستخدم للقتل الشعائري للمسنين في سردينيا في عصر ما قبل الرومان.